# Ангиокардиография
Ангиокардиографии — метод рентгенологического обследования сердечных камер и грудных вен и артерий. Жидкий рентгеноконтрастный агент, как правило, содержащий иод, введённый в кровоток, затем в ткани, исследуется с помощью рентгеновских лучей.
Чтобы избежать разрежения, рентгеноконтрастный материал обычно вводится с помощью катетера, этот процесс называется селективной ангиокардиографией. Этот процесс требует диеты перед обследованием с использованием седативных и антигистаминных препаратов, которые принимают перед тестом.

## Процедура
Катетер вводится в артерии, в лучевую или бедренную артерии, после чего катетер направляется в камеру сердца путем его перемещения через артерии. Контраст затем вводят в определённую часть через катетер и в процессе этого делается серия изображений.
Ангиокардиографии можно использовать для выявления и диагностики врождённых пороков сердца и прилежащих сосудов. Использование ангиокардиографии снизилось с появлением эхокардиографии. Однако ангиокардиографию до сих пор использует в отдельных случаях, поскольку она обеспечивает более высокий уровень анатомических деталей, чем эхокардиография.